# 베이후구

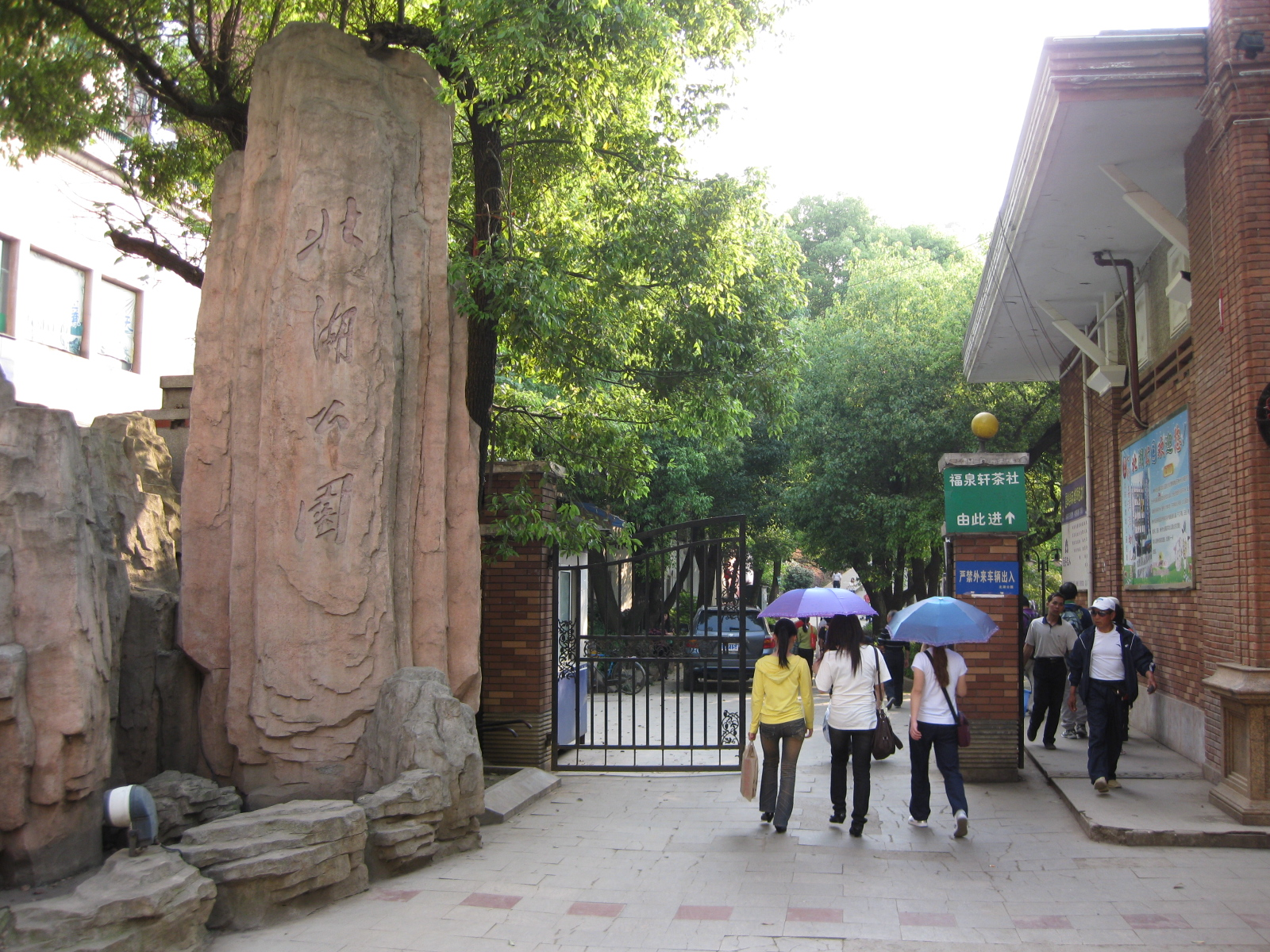

베이후구(한국어: 북호구, 중국어: 北湖区, 병음: Běihú Qū)는 중화인민공화국 후난성 천저우 시의 현급 행정구역이다. 넓이는 815km2이고, 인구는 2007년 기준으로 330,000명이다.

## 행정 구역
4개 가도, 5개 진, 7개 향, 2개 민족향을 관할한다.
- 가도: 人民路街道, 北湖街道, 燕泉街道, 下湄桥街道.
- 진: 石盖塘镇, 华塘镇, 鲁塘镇, 郴江镇, 万华岩镇.
- 향: 江口乡, 市郊乡, 同和乡, 保和乡, 芙蓉乡, 永春乡, 南溪乡.
- 민족향: 大塘瑶族乡, 月峰瑶族乡.